# Giro d'Itàlia de 2018
El Giro d'Itàlia de 2018 va ser l'edició número 101 del Giro d'Itàlia i es disputà entre el 4 i el 27 de maig de 2018, amb un recorregut de 3 562,9 km distribuïts en 21 etapes, dues d'elles com a contrarellotge individual. La sortida es feia a Jerusalem i finalitzà a Roma.

## Recorregut
El 14 de setembre de 2017 es va fer públic la vila que acolliria la sortida del Giro 2018. Es confirmà que la sortida seria a Jerusalem, Israel. Aquesta serà la primera vegada que el Giro visiti Israel. A Jerusalem es disputaren les tres primeres etapes, la primera contrarelloge individual i les dues següents en línia. El 29 de novembre de 2017 va ser fet públic la resta del recorregut.

## Equips participants
Els 18 equips UCI World Tour són automàticament convidats i obligats a prendre part de la cursa. A banda l'organitzador RCS Sport convidà a quatre equips continentals professionals, per acabar formant un gran grup amb 22 equips i 176 ciclistes. La xifra de ciclistes per equip a partir d'aquest any és de 8 per equip, aquesta és la primera gran volta amb la citada novetat. El mateix dia abans de l'inici del Giro entrenant la contrarellotge Kanstantsín Siutsou es va lesionar. En no poder substituir-lo l'equip Bahrain-Merida inicià la cursa amb tan sols set ciclistes i el gran grup fou de 175 corredors.
| WorldTeams (18)- AG2R La Mondiale - Astana - Bahrain-Merida - BMC Racing Team - Bora-Hansgrohe - Dimension Data - EF Education First-Drapac p/b Cannondale - Groupama-FDJ - Katusha-Alpecin - Lotto NL-Jumbo - Lotto Soudal - Mitchelton-Scott - Movistar Team - Quick-Step Floors - Sky - Team Sunweb - Trek-Segafredo - UAE Team Emirates Equips continentals professionals (4)- Androni Giocattoli-Sidermec - Bardiani CSF - Israel Cycling Academy - Wilier Triestina-Selle Italia |
| |

## Etapes
| Etapa     | Data       | Ciutats d'etapa                        | type                      | Distància (km) | Vencedor de l'etapa        | Líder de la general |
| --------- | ---------- | -------------------------------------- | ------------------------- | -------------- | -------------------------- | ------------------- |
| 1a etapa  | 4 de maig  | Jerusalem – Jerusalem                  | contrarellotge individual | 9,7            | Tom Dumoulin               | Tom Dumoulin        |
| 2a etapa  | 5 de maig  | Haifa – Tel-Aviv                       | etapa plana               | 167            | Elia Viviani               | Rohan Dennis        |
| 3a etapa  | 6 de maig  | Beerxeba – Elat                        | etapa accidentada         | 229            | Elia Viviani               | Rohan Dennis        |
|           | 7 de maig  | Dia de descans                         | Dia de descans            |                |                            |                     |
| 4a etapa  | 8 de maig  | Catània – Caltagirone                  | etapa accidentada         | 202            | Tim Wellens                | Rohan Dennis        |
| 5a etapa  | 9 de maig  | Agrigent – Santa Ninfa                 | etapa accidentada         | 153            | Enrico Battaglin           | Rohan Dennis        |
| 6a etapa  | 10 de maig | Caltanissetta – Etna (Refugi Sapienza) | etapa de muntanya         | 164            | Esteban Chaves Rubio       | Simon Yates         |
| 7a etapa  | 11 de maig | Pizzo – Praia a Mare                   | etapa plana               | 159            | Sam Bennett                | Simon Yates         |
| 8a etapa  | 12 de maig | Praia a Mare – Montevergine            | etapa de mitja muntanya   | 209            | Richard Carapaz Montenegro | Simon Yates         |
| 9a etapa  | 13 de maig | Pesco Sannita – Campo Imperatore       | etapa de muntanya         | 225            | Simon Yates                | Simon Yates         |
|           | 14 de maig | Dia de descans                         | Dia de descans            |                |                            |                     |
| 10a etapa | 15 de maig | Penne – Gualdo Tadino                  | etapa accidentada         | 244            | Matej Mohorič              | Simon Yates         |
| 11a etapa | 16 de maig | Assís – Osimo                          | etapa accidentada         | 156            | Simon Yates                | Simon Yates         |
| 12a etapa | 17 de maig | Osimo – Imola                          | etapa plana               | 214            | Sam Bennett                | Simon Yates         |
| 13a etapa | 18 de maig | Ferrara – Nervesa della Battaglia      | etapa plana               | 180            | Elia Viviani               | Simon Yates         |
| 14a etapa | 19 de maig | San Vito al Tagliamento – Zoncolan     | etapa de muntanya         | 186            | Christopher Froome         | Simon Yates         |
| 15a etapa | 20 de maig | Tolmezzo – Sappada                     | etapa de mitja muntanya   | 176            | Simon Yates                | Simon Yates         |
|           | 21 de maig | Dia de descans                         | Dia de descans            |                |                            |                     |
| 16a etapa | 22 de maig | Trento – Rovereto                      | contrarellotge individual | 34,2           | Rohan Dennis               | Simon Yates         |
| 17a etapa | 23 de maig | Riva del Garda – Iseo                  | etapa accidentada         | 155            | Elia Viviani               | Simon Yates         |
| 18a etapa | 24 de maig | Abbiategrasso – Prato Nevoso           | etapa de mitja muntanya   | 196            | Maximilian Schachmann      | Simon Yates         |
| 19a etapa | 25 de maig | Venaria Reale – Bardonescha            | etapa de muntanya         | 184            | Christopher Froome         | Christopher Froome  |
| 20a etapa | 26 de maig | Susa – Breuil-Cervinia                 | etapa de muntanya         | 214            | Mikel Nieve Iturralde      | Christopher Froome  |
| 21a etapa | 27 de maig | Roma – Roma                            | etapa plana               | 115            | Sam Bennett                | Christopher Froome  |

## Classificacions finals

### Classificació general
| \| Classificació general \| Classificació general \| Classificació general \| Classificació general \| Classificació general \| \| Corredor \| Corredor \| Equip \| Temps \| \| \| --------------------- \| ----------------------------- \| ------------------------- \| --------------------- \| --------------------- \| \| 1r \| Christopher Froome \| Team Sky \| 89h 02' 39" \| \| \| 2n \| Tom Dumoulin \| Team Sunweb \| + 46" \| \| \| 3r \| Miguel Ángel López Moreno \| Astana \| + 4' 57" \| \| \| 4t \| Richard Carapaz Montenegro \| Movistar Team \| + 5' 44" \| \| \| 5è \| Domenico Pozzovivo \| Bahrain-Merida \| + 8' 03" \| \| \| 6è \| Peio Bilbao López de Armentia \| Astana \| + 11' 50" \| \| \| 7è \| Patrick Konrad \| Bora-Hansgrohe \| + 13' 01" \| \| \| 8è \| George Bennett \| LottoNL-Jumbo \| + 13' 17" \| \| \| 9è \| Sam Oomen \| Team Sunweb \| + 14' 18" \| \| \| 10è \| Davide Formolo \| Bora-Hansgrohe \| + 15' 16" \| \| \| 11è \| Alexandre Geniez \| AG2R La Mondiale \| + 17' 30" \| \| \| 12è \| Wout Poels \| Team Sky \| + 17' 40" \| \| \| 13è \| Sergio Henao Montoya \| Team Sky \| + 29' 41" \| \| \| 14è \| José Gonçalves Maciel \| Katusha-Alpecin \| + 34' 29" \| \| \| 15è \| Carlos Betancur Gómez \| Movistar Team \| + 41' 48" \| \| \| 16è \| Rohan Dennis \| BMC Racing Team \| + 56' 07" \| \| \| 17è \| Mikel Nieve Iturralde \| Mitchelton-Scott \| + 58' 16" \| \| \| 18è \| Gianluca Brambilla \| Trek-Segafredo \| + 1h 00' 30" \| \| \| 19è \| Michael Woods \| EF Education First-Drapac \| + 1h 01' 24" \| \| \| 20è \| Hubert Dupont \| AG2R La Mondiale \| + 1h 03' 54" \| \| |                               |                           |              |
| |                               |                           |              |
| Font: ProCyclingStats |                               |                           |              |
| Classificació general |                               |                           |              |
| Corredor | Corredor                      | Equip                     | Temps        |
| 1r | Christopher Froome            | Team Sky                  | 89h 02' 39"  |
| 2n | Tom Dumoulin                  | Team Sunweb               | + 46"        |
| 3r | Miguel Ángel López Moreno     | Astana                    | + 4' 57"     |
| 4t | Richard Carapaz Montenegro    | Movistar Team             | + 5' 44"     |
| 5è | Domenico Pozzovivo            | Bahrain-Merida            | + 8' 03"     |
| 6è | Peio Bilbao López de Armentia | Astana                    | + 11' 50"    |
| 7è | Patrick Konrad                | Bora-Hansgrohe            | + 13' 01"    |
| 8è | George Bennett                | LottoNL-Jumbo             | + 13' 17"    |
| 9è | Sam Oomen                     | Team Sunweb               | + 14' 18"    |
| 10è | Davide Formolo                | Bora-Hansgrohe            | + 15' 16"    |
| 11è | Alexandre Geniez              | AG2R La Mondiale          | + 17' 30"    |
| 12è | Wout Poels                    | Team Sky                  | + 17' 40"    |
| 13è | Sergio Henao Montoya          | Team Sky                  | + 29' 41"    |
| 14è | José Gonçalves Maciel         | Katusha-Alpecin           | + 34' 29"    |
| 15è | Carlos Betancur Gómez         | Movistar Team             | + 41' 48"    |
| 16è | Rohan Dennis                  | BMC Racing Team           | + 56' 07"    |
| 17è | Mikel Nieve Iturralde         | Mitchelton-Scott          | + 58' 16"    |
| 18è | Gianluca Brambilla            | Trek-Segafredo            | + 1h 00' 30" |
| 19è | Michael Woods                 | EF Education First-Drapac | + 1h 01' 24" |
| 20è | Hubert Dupont                 | AG2R La Mondiale          | + 1h 03' 54" |

### Classificacions secundàries
| Classificació per punts | Classificació per punts | Classificació per punts       | Classificació per punts | Classificació per punts |
| Corredor                | Corredor                | Equip                         | Punts                   |                         |
| ----------------------- | ----------------------- | ----------------------------- | ----------------------- | ----------------------- |
| 1r                      | Elia Viviani            | Quick-Step Floors             | 341 pts                 |                         |
| 2n                      | Sam Bennett             | Bora-Hansgrohe                | 282 pts                 |                         |
| 3r                      | Davide Ballerini        | Androni Giocattoli-Sidermec   | 147 pts                 |                         |
| 4t                      | Sacha Modolo            | EF Education First-Drapac     | 122 pts                 |                         |
| 5è                      | Simon Yates             | Mitchelton-Scott              | 113 pts                 |                         |
| 6è                      | Marco Frapporti         | Androni Giocattoli-Sidermec   | 111 pts                 |                         |
| 7è                      | Danny van Poppel        | LottoNL-Jumbo                 | 107 pts                 |                         |
| 8è                      | Niccolò Bonifazio       | Bahrain-Merida                | 103 pts                 |                         |
| 9è                      | Eugert Zhupa            | Wilier Triestina-Selle Italia | 84 pts                  |                         |
| 10è                     | Tom Dumoulin            | Team Sunweb                   | 73 pts                  |                         |

| Classificació per punts | Classificació per punts | Classificació per punts       | Classificació per punts | Classificació per punts |
| Corredor                | Corredor                | Equip                         | Punts                   |                         |
| ----------------------- | ----------------------- | ----------------------------- | ----------------------- | ----------------------- |
| 1r                      | Elia Viviani            | Quick-Step Floors             | 341 pts                 |                         |
| 2n                      | Sam Bennett             | Bora-Hansgrohe                | 282 pts                 |                         |
| 3r                      | Davide Ballerini        | Androni Giocattoli-Sidermec   | 147 pts                 |                         |
| 4t                      | Sacha Modolo            | EF Education First-Drapac     | 122 pts                 |                         |
| 5è                      | Simon Yates             | Mitchelton-Scott              | 113 pts                 |                         |
| 6è                      | Marco Frapporti         | Androni Giocattoli-Sidermec   | 111 pts                 |                         |
| 7è                      | Danny van Poppel        | LottoNL-Jumbo                 | 107 pts                 |                         |
| 8è                      | Niccolò Bonifazio       | Bahrain-Merida                | 103 pts                 |                         |
| 9è                      | Eugert Zhupa            | Wilier Triestina-Selle Italia | 84 pts                  |                         |
| 10è                     | Tom Dumoulin            | Team Sunweb                   | 73 pts                  |                         |

| Classificació de la muntanya | Classificació de la muntanya | Classificació de la muntanya | Classificació de la muntanya | Classificació de la muntanya |
| Corredor                     | Corredor                     | Equip                        | Punts                        |                              |
| ---------------------------- | ---------------------------- | ---------------------------- | ---------------------------- | ---------------------------- |
| 1r                           | Christopher Froome           | Team Sky                     | 125 pts                      |                              |
| 2n                           | Giulio Ciccone               | Bardiani CSF                 | 108 pts                      |                              |
| 3r                           | Simon Yates                  | Mitchelton-Scott             | 91 pts                       |                              |
| 4t                           | Mikel Nieve Iturralde        | Mitchelton-Scott             | 79 pts                       |                              |
| 5è                           | Richard Carapaz Montenegro   | Movistar Team                | 65 pts                       |                              |
| 6è                           | Tom Dumoulin                 | Team Sunweb                  | 49 pts                       |                              |
| 7è                           | Esteban Chaves Rubio         | Mitchelton-Scott             | 47 pts                       |                              |
| 8è                           | Valerio Conti                | UAE Team Emirates            | 42 pts                       |                              |
| 9è                           | Domenico Pozzovivo           | Bahrain-Merida               | 40 pts                       |                              |
| 10è                          | Matteo Montaguti             | AG2R La Mondiale             | 37 pts                       |                              |

| Classificació de la muntanya | Classificació de la muntanya | Classificació de la muntanya | Classificació de la muntanya | Classificació de la muntanya |
| Corredor                     | Corredor                     | Equip                        | Punts                        |                              |
| ---------------------------- | ---------------------------- | ---------------------------- | ---------------------------- | ---------------------------- |
| 1r                           | Christopher Froome           | Team Sky                     | 125 pts                      |                              |
| 2n                           | Giulio Ciccone               | Bardiani CSF                 | 108 pts                      |                              |
| 3r                           | Simon Yates                  | Mitchelton-Scott             | 91 pts                       |                              |
| 4t                           | Mikel Nieve Iturralde        | Mitchelton-Scott             | 79 pts                       |                              |
| 5è                           | Richard Carapaz Montenegro   | Movistar Team                | 65 pts                       |                              |
| 6è                           | Tom Dumoulin                 | Team Sunweb                  | 49 pts                       |                              |
| 7è                           | Esteban Chaves Rubio         | Mitchelton-Scott             | 47 pts                       |                              |
| 8è                           | Valerio Conti                | UAE Team Emirates            | 42 pts                       |                              |
| 9è                           | Domenico Pozzovivo           | Bahrain-Merida               | 40 pts                       |                              |
| 10è                          | Matteo Montaguti             | AG2R La Mondiale             | 37 pts                       |                              |

| Classificació del millor jove | Classificació del millor jove | Classificació del millor jove | Classificació del millor jove | Classificació del millor jove |
| Corredor                      | Corredor                      | Equip                         | Temps                         |                               |
| ----------------------------- | ----------------------------- | ----------------------------- | ----------------------------- | ----------------------------- |
| 1r                            | Miguel Ángel López Moreno     | Astana                        | 89h 07' 36"                   |                               |
| 2n                            | Richard Carapaz Montenegro    | Movistar Team                 | + 47"                         |                               |
| 3r                            | Sam Oomen                     | Team Sunweb                   | + 9' 21"                      |                               |
| 4t                            | Valerio Conti                 | UAE Team Emirates             | + 1h 18' 07"                  |                               |
| 5è                            | Fausto Masnada                | Androni Giocattoli-Sidermec   | + 1h 21' 16"                  |                               |
| 6è                            | Felix Großschartner           | Bora-Hansgrohe                | + 1h 23' 50"                  |                               |
| 7è                            | Matej Mohorič                 | Bahrain-Merida                | + 1h 35' 21"                  |                               |
| 8è                            | Maximilian Schachmann         | Quick-Step Floors             | + 1h 36' 39"                  |                               |
| 9è                            | Jack Haig                     | Mitchelton-Scott              | + 1h 58' 09"                  |                               |
| 10è                           | Giulio Ciccone                | Bardiani CSF                  | + 2h 03' 58"                  |                               |

| Classificació del millor jove | Classificació del millor jove | Classificació del millor jove | Classificació del millor jove | Classificació del millor jove |
| Corredor                      | Corredor                      | Equip                         | Temps                         |                               |
| ----------------------------- | ----------------------------- | ----------------------------- | ----------------------------- | ----------------------------- |
| 1r                            | Miguel Ángel López Moreno     | Astana                        | 89h 07' 36"                   |                               |
| 2n                            | Richard Carapaz Montenegro    | Movistar Team                 | + 47"                         |                               |
| 3r                            | Sam Oomen                     | Team Sunweb                   | + 9' 21"                      |                               |
| 4t                            | Valerio Conti                 | UAE Team Emirates             | + 1h 18' 07"                  |                               |
| 5è                            | Fausto Masnada                | Androni Giocattoli-Sidermec   | + 1h 21' 16"                  |                               |
| 6è                            | Felix Großschartner           | Bora-Hansgrohe                | + 1h 23' 50"                  |                               |
| 7è                            | Matej Mohorič                 | Bahrain-Merida                | + 1h 35' 21"                  |                               |
| 8è                            | Maximilian Schachmann         | Quick-Step Floors             | + 1h 36' 39"                  |                               |
| 9è                            | Jack Haig                     | Mitchelton-Scott              | + 1h 58' 09"                  |                               |
| 10è                           | Giulio Ciccone                | Bardiani CSF                  | + 2h 03' 58"                  |                               |

| Classificació per equips | Classificació per equips | Classificació per equips | Classificació per equips |
| Equip                    | Equip                    | Temps                    |                          |
| ------------------------ | ------------------------ | ------------------------ | ------------------------ |
| 1r                       | Sky                      | 267h 48' 47"             |                          |
| 2n                       | Astana                   | + 24' 58"                |                          |
| 3r                       | Bora-Hansgrohe           | + 43' 32"                |                          |
| 4t                       | Team Sunweb              | + 1h 14' 35"             |                          |
| 5è                       | AG2R La Mondiale         | + 1h 30' 32"             |                          |
| 6è                       | Movistar Team            | + 1h 39' 45"             |                          |
| 7è                       | Lotto NL-Jumbo           | + 1h 47' 01"             |                          |
| 8è                       | Mitchelton-Scott         | + 2h 31' 52"             |                          |
| 9è                       | UAE Team Emirates        | + 2h 33' 27"             |                          |
| 10è                      | Groupama-FDJ             | + 2h 34' 04"             |                          |

| Classificació per equips | Classificació per equips | Classificació per equips | Classificació per equips |
| Equip                    | Equip                    | Temps                    |                          |
| ------------------------ | ------------------------ | ------------------------ | ------------------------ |
| 1r                       | Sky                      | 267h 48' 47"             |                          |
| 2n                       | Astana                   | + 24' 58"                |                          |
| 3r                       | Bora-Hansgrohe           | + 43' 32"                |                          |
| 4t                       | Team Sunweb              | + 1h 14' 35"             |                          |
| 5è                       | AG2R La Mondiale         | + 1h 30' 32"             |                          |
| 6è                       | Movistar Team            | + 1h 39' 45"             |                          |
| 7è                       | Lotto NL-Jumbo           | + 1h 47' 01"             |                          |
| 8è                       | Mitchelton-Scott         | + 2h 31' 52"             |                          |
| 9è                       | UAE Team Emirates        | + 2h 33' 27"             |                          |
| 10è                      | Groupama-FDJ             | + 2h 34' 04"             |                          |

#### Altres classificacions
- Classificació dels sprints intermedis:  Davide Ballerini (114 punts)
- Classifació de la combativitat:  Davide Ballerini (67 punts)
- Classificació Fuga Pinarello:  Marco Frapporti (640 points)
- Prix du Fair-Play:  AG2R La Mondiale,  Bardiani CSF et Flag_of_the Netherlands.svg Lotto NL-Jumbo
- Cima Coppi:  Christopher Froome
- Cima Pantani :  Simon Yates

## Evolució de les classificacions
Al Giro d'Itàlia de 2018 s'entreguen quatre mallot distintius diferents. Per a la classificació general, fruit de sumar els temps a la fi de cada etapa de cada ciclista, i en què s'entreguen bonificacions de temps (10, 6 i 4 segons, respectivament) per als tres primers classificats en cada etapa, el líder rebrà un mallot de color rosa. Aquesta classificació és considerada la més important del Giro d'Itàlia, i el guanyador serà considerat el guanyador del Giro.
| Punts per la classificació per punts | Punts per la classificació per punts | Punts per la classificació per punts | Punts per la classificació per punts | Punts per la classificació per punts | Punts per la classificació per punts | Punts per la classificació per punts | Punts per la classificació per punts | Punts per la classificació per punts | Punts per la classificació per punts | Punts per la classificació per punts | Punts per la classificació per punts | Punts per la classificació per punts | Punts per la classificació per punts | Punts per la classificació per punts | Punts per la classificació per punts |
| Posició                              | 1                                    | 2                                    | 3                                    | 4                                    | 5                                    | 6                                    | 7                                    | 8                                    | 9                                    | 10                                   | 11                                   | 12                                   | 13                                   | 14                                   | 15                                   |
| ------------------------------------ | ------------------------------------ | ------------------------------------ | ------------------------------------ | ------------------------------------ | ------------------------------------ | ------------------------------------ | ------------------------------------ | ------------------------------------ | ------------------------------------ | ------------------------------------ | ------------------------------------ | ------------------------------------ | ------------------------------------ | ------------------------------------ | ------------------------------------ |
| Etapes 1–3, 5–7, 12–13               | 50                                   | 35                                   | 25                                   | 18                                   | 14                                   | 12                                   | 10                                   | 8                                    | 7                                    | 6                                    | 5                                    | 4                                    | 3                                    | 2                                    | 1                                    |
| Etapes 8, 14–15, 17                  | 25                                   | 18                                   | 12                                   | 8                                    | 6                                    | 5                                    | 4                                    | 3                                    | 2                                    | 1                                    | 0                                    | 0                                    | 0                                    | 0                                    | 0                                    |
| Altres etapes (excepte CRI)          | 15                                   | 12                                   | 9                                    | 7                                    | 6                                    | 5                                    | 4                                    | 3                                    | 2                                    | 1                                    | 0                                    | 0                                    | 0                                    | 0                                    | 0                                    |

També hi haurà una classificació de la muntanya, el líder de la qual és identificat amb un mallot blau. En aquesta classificació els punts són atorgats en passar pel cim dels diferents colls de muntanya puntuables. Les ascensions són puntuades de primera, segona, tercera o quarta categoria, donant-se més punts a les ascensions de major categoria. La Cima Coppi, coll més alt pel qual es passa, atorgarà més punts que les de primera categoria. En aquesta edició aquesta condició recau en el Colle delle Finestre, a 2.178 m.
| Punts pel Gran Premi de la muntanya | Punts pel Gran Premi de la muntanya | Punts pel Gran Premi de la muntanya | Punts pel Gran Premi de la muntanya | Punts pel Gran Premi de la muntanya | Punts pel Gran Premi de la muntanya | Punts pel Gran Premi de la muntanya | Punts pel Gran Premi de la muntanya | Punts pel Gran Premi de la muntanya | Punts pel Gran Premi de la muntanya |
| Posició                             | 1                                   | 2                                   | 3                                   | 4                                   | 5                                   | 6                                   | 7                                   | 8                                   | 9                                   |
| ----------------------------------- | ----------------------------------- | ----------------------------------- | ----------------------------------- | ----------------------------------- | ----------------------------------- | ----------------------------------- | ----------------------------------- | ----------------------------------- | ----------------------------------- |
| Punts per la Cima Coppi             | 45                                  | 30                                  | 20                                  | 14                                  | 10                                  | 6                                   | 4                                   | 2                                   | 1                                   |
| Punts per 1a categoria              | 35                                  | 18                                  | 12                                  | 9                                   | 6                                   | 4                                   | 2                                   | 1                                   | 0                                   |
| Punts per 2a categoria              | 15                                  | 8                                   | 6                                   | 4                                   | 2                                   | 1                                   | 0                                   | 0                                   | 0                                   |
| Punts per 3a categoria              | 7                                   | 4                                   | 2                                   | 1                                   | 0                                   | 0                                   | 0                                   | 0                                   | 0                                   |
| Punts per 4a categoria              | 3                                   | 2                                   | 1                                   | 0                                   | 0                                   | 0                                   | 0                                   | 0                                   | 0                                   |

El quart mallot, de color blanc, identifica al ciclista més jove. Aquesta classificació s'estableix com la classificació general, però sols els ciclistes nascuts a partir de l'1 de gener de 1993 hi prenen part.
També hi ha dues classificacions per als equips. A la classificació del Trofeu Fast Team se sumaran els temps dels tres millors ciclistes per equip en cada etapa i el millor equip serà el que faci un menor temps; el Trofeu Super Team és una classificació per equips per punts, en què s'atorguen punts als 20 primers ciclistes de cada etapa (de 20 fins a 1 punt) i aquests són sumats a cada equip.
La següent taula es corresponen amb els mallots atorgats després de cada etapa.

| Etapa | Vencedor              | Classificació general | Classificació per punts | Classificació de la muntanya | Classificació dels joves  | Trofeu Super Team |
| ----- | --------------------- | --------------------- | ----------------------- | ---------------------------- | ------------------------- | ----------------- |
| 1     | Tom Dumoulin          | Tom Dumoulin          | Tom Dumoulin            | no entregat                  | Maximilian Schachmann     | Team Katusha      |
| 2     | Elia Viviani          | Rohan Dennis          | Elia Viviani            | Enrico Barbin                | Maximilian Schachmann     | Team Katusha      |
| 3     | Elia Viviani          | Rohan Dennis          | Elia Viviani            | Enrico Barbin                | Maximilian Schachmann     | Team Katusha      |
| 4     | Tim Wellens           | Rohan Dennis          | Elia Viviani            | Enrico Barbin                | Maximilian Schachmann     | Mitchelton-Scott  |
| 5     | Enrico Battaglin      | Rohan Dennis          | Elia Viviani            | Enrico Barbin                | Maximilian Schachmann     | Mitchelton-Scott  |
| 6     | Esteban Chaves        | Simon Yates           | Elia Viviani            | Esteban Chaves               | Richard Carapaz           | Mitchelton-Scott  |
| 7     | Sam Bennett           | Simon Yates           | Elia Viviani            | Esteban Chaves               | Richard Carapaz           | Mitchelton-Scott  |
| 8     | Richard Carapaz       | Simon Yates           | Elia Viviani            | Esteban Chaves               | Richard Carapaz           | Mitchelton-Scott  |
| 9     | Simon Yates           | Simon Yates           | Elia Viviani            | Simon Yates                  | Richard Carapaz           | Mitchelton-Scott  |
| 10    | Matej Mohorič         | Simon Yates           | Elia Viviani            | Simon Yates                  | Richard Carapaz           | Mitchelton-Scott  |
| 11    | Simon Yates           | Simon Yates           | Elia Viviani            | Simon Yates                  | Richard Carapaz           | Mitchelton-Scott  |
| 12    | Sam Bennett           | Simon Yates           | Elia Viviani            | Simon Yates                  | Richard Carapaz           | Mitchelton-Scott  |
| 13    | Elia Viviani          | Simon Yates           | Elia Viviani            | Simon Yates                  | Richard Carapaz           | Mitchelton-Scott  |
| 14    | Christopher Froome    | Simon Yates           | Elia Viviani            | Simon Yates                  | Miguel Ángel López        | Team Sky          |
| 15    | Simon Yates           | Simon Yates           | Elia Viviani            | Simon Yates                  | Miguel Ángel López        | Team Sky          |
| 16    | Rohan Dennis          | Simon Yates           | Elia Viviani            | Simon Yates                  | Miguel Ángel López        | Team Sky          |
| 17    | Elia Viviani          | Simon Yates           | Elia Viviani            | Simon Yates                  | Miguel Ángel López        | Team Sky          |
| 18    | Maximilian Schachmann | Simon Yates           | Elia Viviani            | Simon Yates                  | Miguel Ángel López        | Team Sky          |
| 19    | Christopher Froome    | Chris Froome          | Elia Viviani            | Chris Froome                 | Miguel Ángel López        | Team Sky          |
| 20    | Mikel Nieve           | Chris Froome          | Elia Viviani            | Chris Froome                 | Miguel Ángel López        | Team Sky          |
| 21    | Sam Bennett           | Chris Froome          | Elia Viviani            | Chris Froome                 | Miguel Ángel López        | Team Sky          |
| Final | Final                 | Christopher Froome    | Elia Viviani            | Christopher Froome           | Miguel Ángel López Moreno | Team Sky          |